# Régression isotonique
En analyse numérique, la régression isotone (« isotonic regression (IR) ») cherche à trouver un ajustement pondéré des moindres carrés {\displaystyle x\in \mathbb {R} ^{n}} à un vecteur {\displaystyle a\in \mathbb {R} ^{n}} avec des vecteurs poids {\displaystyle w\in \mathbb {R} ^{n}} sujets à un ensemble de contraintes de monotonie accordant aux variables un ordre total ou partiel. Les contraintes de monotonie définissent un graphe orienté acyclique {\displaystyle G=(C,P)} sur les nœuds {\displaystyle N={1,2,\ldots ,n}} correspondant aux variables {\displaystyle x={x_{1},x_{2},\ldots ,x_{n}}}. Par conséquent, le problème auquel s'attaque la RI dans le cadre d'un ordre simple correspond à l'optimisation quadratique suivante : 
La régression isotone consiste à projeter la fonction non paramétrique dans l’ensemble des fonctions croissantes.